# Jane Addams
Jane Addams (Cedarville, Illinois, 6 de setembre de 1860 – Chicago, Illinois, 21 de maig de 1935) fou una sociòloga i fundadora del treball social als Estats Units. Addams va ser guardonada amb el Premi Nobel de la Pau el 1931, conjuntament amb Nicholas Murray Butler.

## Infància i joventut
Jane Addams, també coneguda com a Laura Jane Addams, va ésser la més petita de 8 germans nascuts del matrimoni entre John Huy Addams i Sarah Weber. Addams tingué poc contacte amb la seva mare, ja que aquesta va morir quan ella tenia només dos anys. Aquesta, embarassada del seu novè fill, va anar a casa d’una veïna per ajudar-la en el seu part, ja que la llevadora estava en un altre part. En tornar a casa, la mare va caure. Poc després, consegüentment, va tenir un part prematur i una setmana després va morir.
El seu pare fou un polític republicà que arribà al Senat on treballà durant més de quinze anys. Va ser amic personal del president dels Estats Units, Abraham Lincoln. John Huy Addams es va tornar a casar i d’aquest matrimoni en nasqueren dos fills més.
A l'edat de quatre anys, patí tuberculosi a la columna i, com a conseqüència, suportà molts problemes d’esquena durant tota la seva vida.
Quan tenia sis anys visità Freeport (Ohio), per primera vegada. Allà, recorregué un dels barris més pobres i quedà impactada en veure com la gent vivia en cases diminutes, contràriament a ella. Llavors li digué al seu pare que quan fos gran manaria construir una casa enorme perquè els nens i nenes no els manqués espai per jugar a casa seva. Aquí, Addams, ja va mostrar la seva vocació.
Al 1881, Addams es graduà en el Rockford Female Seminary i va rebre una substancial herència en morir el seu pare. No obstant això, caigué en una forta depressió a conseqüència de la pèrdua i dels intensos dolors d’esquena.

## Vida personal i activisme social
Al 1882, Addams abandonà els estudis de medicina durant el primer any de carrera en el Woman’s Medical College de Filadèlfia a causa del seu mal l'esquena, el qual la dugué a ser operada pel seu germà. Aquest, li aconsellà viatjar a Europa per recuperar-se.
Més tard, al 1887, Addams, conjuntament amb la seva amiga de la universitat, Ellen Gates Starr, visità Europa per segona vegada i durant aquest viatge conegué la Toynbee House, a Londres, casa que va ser fundada i presidida per Samuel Barnett. Aquesta institució era un centre comunitari que Addams i Starr, més tard, copiarien als Estats Units amb el nom de Hull House, l’any 1889.
La Hull House va començar sent un centre principalment per a immigrants, vídues i orfes. L’objectiu era lluitar en contra de la pobresa i l'explotació laboral; i millorar la situació de les dones i de les minories ètniques. La casa, estava dotada de menjador públic i biblioteca, entre d'altres. A poc a poc, va anar augmentant les seves activitats.
Al 1890, Addams començà una relació sentimental amb Mary Rozet Smith fins a la seva mort. Aquesta relació fou definida com a matrimoni per la mateixa Jane Addams.
Addams també és coneguda per la seva lluita pels drets de les dones, especialment, dels moviments sufragistes femenins de l’època.
Al 1915 fundà la Women’s International League for Peace and Freedom, moviment pacifista que anava en contra de la Gran Guerra. De fet, al 1922 Addams va escriure Peace and Bread in Time of War, una crítica a la guerra en general i, més concretament, a l'entrada i participació dels Estats Units a la Primera Guerra Mundial. Aquesta lluita pacifista d’Addams li va valer, al 1931, el Premi Nobel de la Pau que va compartir amb Nicholas Murray Butler.

## Aportació a les Ciències Socials
Per una banda, Addams es considerà la mare del treball social als Estats Units, ja que ella desenvolupà el treball social com a professió, la qual cosa contribuí a la creació del treball social com a disciplina.
Per l’altra, Addams va ser una gran sociòloga per totes les aportacions/contribucions que va fer en aquest àmbit. Per exemple va establir el mètode del mapatge mitjançant el treball Hull House Maps and Papers que va realitzar conjuntament amb Florence Kelly i els residents de la Hull House sobre el salari, l'etnicitat i l’habitatge dels barris marginals a Chicago. Aquest estudi va ésser encarregat pel Departament de Treball del Govern dels Estats Units. Aquest mètode es continua utilitzant avui en dia en l’àmbit de la sociologia.
A més a més, fou membre de l'American Sociological Society, va ser la primera dona a escriure a l’American Journal of Sociology al 1896, treballà com a professora associada de Sociologia a la University of Chicago i fundà, amb d'altres, la Chicago School.

## Càrrecs i reconeixements
- Al 1905 fou nomenada per la Comissió d’Educació de Chicago i, posteriorment, nomenada presidenta del Comitè de Gestió Escolar.

- Al 1908 participà en la Fundació de l'Escola de Chicago de Civisme i Filantropia.

- Al 1909 fou la primera dona que va ser presidenta de la Conferència Nacional de Beneficència.

- Al 1910 fou nomenada Honoris Causa per la Universitat Yale. Fou la primera dona a rebre aquesta distinció.

- Al 1912 fou delegada del Partit Progressista al Congrés.

## Publicacions
- Residents of Hull-House. Hull-House Maps and Papers: A Presentation of Nationalities and Wages and a Congested District of Chicago, Together With Comments and Essays on Problems Growing Out of the Social Conditions. 1902.
- Democracy and social ethics, Nova York: Macmillan Publishers, 1902. Disponible en català: Democràcia i ètica social (Barcelona: Edicions de la Universitat de Barcelona, 2022).
- Children in American street trades, New York: National Child Labor Committee, 1905.
- New ideals of peace, Chautauqua, N.Y.: Chautauqua Press, 1907.
- The Wage-earning Woman and the State, Boston: Boston Equal Suffrage Association for Good Government, 1910.
- Twenty years at Hull-House. New York: The MacMillan Company. 1910.
- Symposium: child labor on the stage, New York: National Child Labor Committee, 1911.
- A New Conscience and an Ancient Evil. New York: The MacMillan Company. 1912
- Addams, J; Greene, Emile i Hamilton, Alice. Women at The Hague: The International Congress of Women and its Results. New York: MacMillan.1915.
- The Long Road of Women’s Memory. New York: The MacMillan Company.1916.
- Peace and Bread in Time of War. New York: The MacMillan Company. 1922.
- The Spirit of Youth and the City Streets. New York: The MacMillan Company. 1930.